# Goldman-Gletscher
Der Goldman-Gletscher ist ein Gletscher im ostantarktischen Viktorialand. Er fließt 3 km östlich des Marr-Gletschers von den Kukri Hills in nördlicher Richtung in das Taylor Valley.
Das Advisory Committee on Antarctic Names  benannte ihn 1964 nach Charles R. Goldman, Biologe des United States Antarctic Program, der zwischen 1962 und 1963 wissenschaftliche Studien in diesem Gebiet unternommen hatte.